# 江果
江 果（こう か、生没年不詳）は、中国南北朝時代の北魏の官吏。北魏末期に勃発した六鎮の乱を避けるために高句麗に亡命した。北魏の軍人・政治家である江文遙の息子。

## 概要
中国では、八王の乱以来、東晋を経て劉宋に至るまで大規模な人口移動が発生した。数十万人から百万人と推算される中国人の集団移住が発生し、移住理由は、北中国の戦乱を避けるため、あるいは異民族による支配から逃れるためである。大量の移住を誘発した北中国の混乱は北魏の華北統一、東魏と西魏の分裂、北周の再統一で一段落するが、この時期に多くの中国人が遼河を越えて高句麗に入国した。すなわち、華北の動乱により中国系移民の流入があり、相まって高句麗は国家的発展を成し遂げた。

## 生涯
528年頃に父の江文遙を継いで安州刺史を継承したが、六鎮の乱の勃発により、弟の江昴や安州の民を率いて高句麗に亡命した。東魏天平年間、東魏から身柄の引き渡しを要求され、高句麗は元象年間に東魏に引き渡している。
亡命の際に、北魏軍と軍事衝突する危険性があるにもかかわらず、高句麗軍は遼河の国境を越えて江果を出迎えに行っている。
江果の亡命は、520年代の北魏末期の内乱の間隙を突いて高句麗が遼西に進出した際に、営州の民を迎え入れたことによる。